# Petri Karto
Petri Karto es un deportista finlandés que compitió en vela en la clase Europe. Ganó una medalla de oro en el Campeonato Mundial de Europe de 1992.

## Palmarés internacional
| Campeonato Mundial | Campeonato Mundial | Campeonato Mundial | Campeonato Mundial |
| Año                | Lugar              | Medalla            | Clase              |
| ------------------ | ------------------ | ------------------ | ------------------ |
| 1992               | Izola (Eslovenia)  | Medalla de oro     | Europe             |